# ナチェズの虐殺

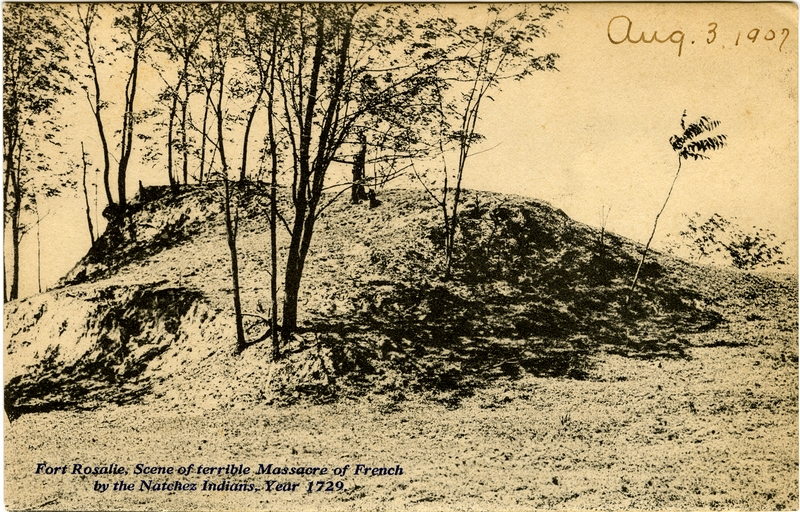
1907年のロザリー砦の絵葉書。この虐殺により廃墟と化した。

ナチェズの虐殺は、1729年11月29日、現在のミシシッピ州ナチェズで、ナチェズ族インディアンが、フランス人入植者に対して起こした奇襲である。インディアンたちは、この事件の何十年も前から、フランス人と共存し、友好的な交易や労働を行い、また、一部の入植者と結婚さえしていた。しかしながら、フランスの指揮官ド・シェパール（Sieur de Chépart）が、ロザリー砦の近くにある自らのプランテーションに、ナチェズの土地を組み入れたがっていたため、ナチェズの指導者たちはこれに怒りを募らせた。この奇襲で240人以上が命を落としたが、その大部分はフランス人入植者たちであり、ロザリー砦はその後荒れ果てた。
この虐殺により、ルイジアナでも大きな生産力を誇るプランテーションが一部破壊され、ミシシッピ川を行き来する食料の運搬船や交易船が危険にさらされた。結果として、当時のフランスはフランス西インド会社から、ルイジアナ経営を撤退させ、ルイジアナは1731年に本国の管轄に戻された。また、ルイジアナ総督のエティエンヌ・ペリエ（Étienne de Perrier）は、1733年に本国に召還された。

## ナチェズの攻撃

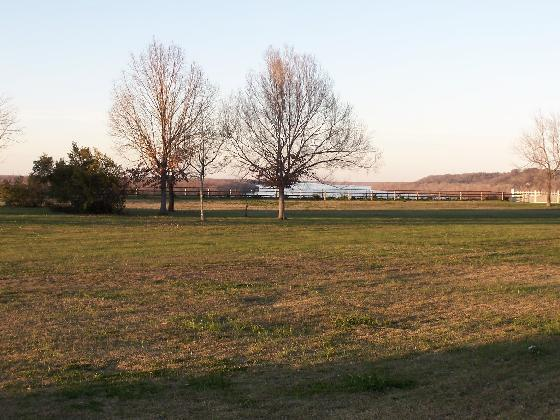
ミシシッピ川岸の、ロザリー砦の跡地。

1729年11月29日の朝、ナチェズ・インディアンたちはロザリー砦、そして、現在はナチェズ市となっているプランテーションや租借地にも奇襲を仕掛けて、少なくとも240人を殺害した。殺されたものの多くはフランス人だった。ナチェズ族はこの準備のため、フランス人入植者から、狩りに行くと言って銃を借りており、狩りの獲物を分け合おうと約束していた。この数日前に、何人かのフランス人が、インディアンの企みについて小耳にはさんではいたが、砦の指揮官のシェパールは気に留めず、このことを警告した人物に、罰として足枷をかけたほどだった。
ナチェズは概してフランス人の男のみを殺し、女子供とアフリカ人奴隷の命は助けた。捕虜にされたマリー・バロン・ルーサンはジャン・ルーサンの未亡人で、ジャン＝フランソワ・ベンジャマン・デュモン・ド・モンティニと再婚していた。その後20年以上たって、デュモン・ド・モンティニは、この虐殺について大きな意味を持つ手記を出版した。

## 暴動
ナチェズの虐殺に関する資料は、捕囚されたフランス人女性による証言が多い。総督のペリエをはじめ、一部のフランス人証言者は、ミシシッピ下流に住む多くのインディアン部族が、虐殺と同じ日に、大がかりな陰謀を謀ったと書いている。ペリエによると、チョクトー族がその陰謀にかかわっていて、12月1日と12月2日に、ニューオーリンズに襲撃を仕掛けるべく集結する予定だったが、その実行の日より2日早く、ナチェズ族が奇襲をかけて入植者を虐殺した、ただそれのみが失敗の原因だったとも述べている。
デュモン・ド・モンティニとアントワーヌ＝シモン・ル・パージュ・デュ・プラッツは、ナチェズの虐殺がニューオーリンズよりも早く行われたのは、攻撃までの残された日数を数えるのに、棒を用いていたからだと書いている。誰かが棒を2本、気づかれずに処分したため、ナチェズ族は日にちを読み間違えたということだが、この2本が失われた理由は、歴史家によってさまざまである。現代史家のカスリーン・デュヴァルは、この虐殺は、広い範囲にわたって住むインディアンたちの謀議の結果であるが、フランス人を攻撃したのはヤズーとティウー（Tioux）の両部族だけだと書いている。
ペリエは、フランス政府の高官への報告として、虐殺の規模を誇張した疑いがある。おそらくは、自らの総督としての指揮権を守るためだったのであろう、もっと多くの部族が陰謀に加担していたようなことを暗示しており、自分の迅速な行動がなければ、もっと悪い結果になっていただろうとも書いている。

## フランスの応酬

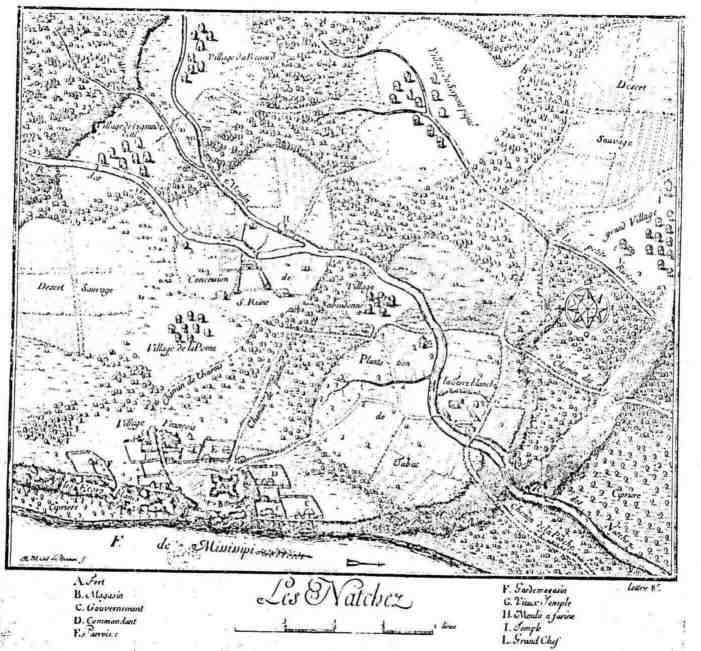
虐殺の時期に描かれた、ナチェズの入植地の地図

ロザリー砦への攻撃が12月初めにニューオーリンズに知れ渡り、入植者たちはパニック状態になった。ペリエはチョクトー族の代表団がニューオーリンズに入るのを禁じた。友好訪問にかこつけて、攻撃を仕掛けられるのを恐れたためだった。ペリエは、アフリカ人奴隷とフランス部隊に命令を出して、ミシシッピ下流にあるチャウアチャ族 (Chaouachas) の小さな村を襲わせたが、この部族は、ナチェズの虐殺とは何の関係もなかった。パリの高官たちは、このことでペリエを譴責した。奴隷とインディアンとが結託して、フランス人に楯突くようなことを、未然に防ごうとしていたからだった。
その年の12月末から翌1730年の1月にかけて、ナチェズ族はフランスのより大きな報復に見舞われた。ジャン=ポール・ル・スュールとアンリ・ド・ルーボが遠征隊を率いて来たのだ。両指揮官は、ロザリー砦の西にある砦にいたナチェズ族を包囲した。この砦は、ナチェズ族の大集落から1マイルほどの距離、ロザリー砦のまさに西の方向にあった。フランス人入植者は、同盟関係にあるチョクトー族の援助を頼ったが、チョクトー族が、フランス人女性やアフリカ人奴隷を再び捕虜とし、身代金を要求したのを知って、狼狽した。1730年の2月、ナチェズ族は2つの砦を出て、ミシシッピ川を横切って難を逃れた。ナチェズ族はブラックリバーの入江に隠れて住んだが、その後、ペリエの遠征隊が、彼らを追い出そうとしてその場所にやって来た。ナチェズ族攻撃のためのフランスの遠征隊は、1730年の1年間に何度も組まれ、ナチェズ族は北ミシシッピのチカソー族の集落や、ナチトーシュの交易所の西へ避難した。

## シャトーブリアンの小説
ナチェズの虐殺は、1827年に、フランソワ＝ルネ・ド・シャトーブリアンの『レ・ナチェ』（Les Natchez）という小説の題材となった。この作品は、シャトーブリアンの初期のベストセラー小説『アタラ』『ルネ』と共に、ルイジアナのフランス人とナチェズの歴史を大いに潤色した長編小説だった。シャトーブリアンにとって、北アメリカ中のインディアンが、虐殺の裏にある陰謀に関わっているのは、とうてい信じられないことだった。
シャトーブリアンの作品はフィクションだったが、この虐殺が、フランス人入植地であるルイジアナの歴史において、決定的な瞬間になったと見る傾向があり、その点では、ル・パージュ・デュ・プラッツ、デュモン・ド・モンティニ、そしてイエズス会の聖職者で、1744年に「イストワール・エ・デクリプシオン・ジェネラール・ド・ラ・ヌーヴェル・フランス」（ヌーベルフランスの一般的な歴史と著述）を出版したピエール・フランソワ・グザヴィエ・ド・シャルルヴォワといった、18世紀の歴史家たちと矛盾しないものの見方をしていた。

## 関連文献
- Balvay, Arnaud (2008) (French). La Revolte des Natchez. Paris, France: Editions du Felin. ISBN 978-2-86645-684-9. OCLC 270986289
- Conrad, Glenn R. (1970). The First Families of Louisiana: Volume II. Baton Rouge, Louisiana: Claitor's Publishing Division. OCLC 2656251
- De Laye, Jean-Baptiste (1730) (French). Relation du massacre des francois au Natchez et de la guerre contre ces Sauvages. Centre des Archives d'outre-mer, 04DFC 38
- De Montigny, Dumont; Le Mascrier, Jean-Baptiste (1753) (French). Memoires historiques sur la Louisiane. II. Paris, France: Chez Cl. J. B. Bauche. OCLC 55548267
- De Montigny, Dumont (2008) [1747] (French). Regards sur le monde atlantique, 1715-1747. Sillery, Quebec: Septentrion. Edited by Carla Zecher, Gordon Sayre, and Shannon Dawdy. ISBN 978-2-89448-530-9. OCLC 276222149
- Galloway, Patricia Kay (editor) (1984). Mississippi Provincial Archives: French Dominion, Volume IV: 1729?1748. Baton Rouge, Louisiana: Louisiana State University Press. ISBN 0-8071-1068-X. OCLC 490934898
- Giraud, Marcel. A history of French Louisiana: Volume V: The Company of the Indies, 1723?1731. Baton Rouge, Louisiana: Louisiana State University Press. ISBN 0-8071-1571-1. OCLC 493382682
- Le Page du Pratz, Antoine-Simon (1758) (French). Histoire de la Louisiane: Volume III. Paris, France: De Bure & Delaguette. OCLC 310876492
- Sayre, Gordon M. (2005). The Indian chief as tragic hero. Chapel Hill, North Carolina: University of North Carolina Press. ISBN 0-8078-5632-0. OCLC 487470332
- Vitry, Pierre (1946). “The journal of Pierre Vitry, S.J.”. Mid-America 28 (1).